# Nizina

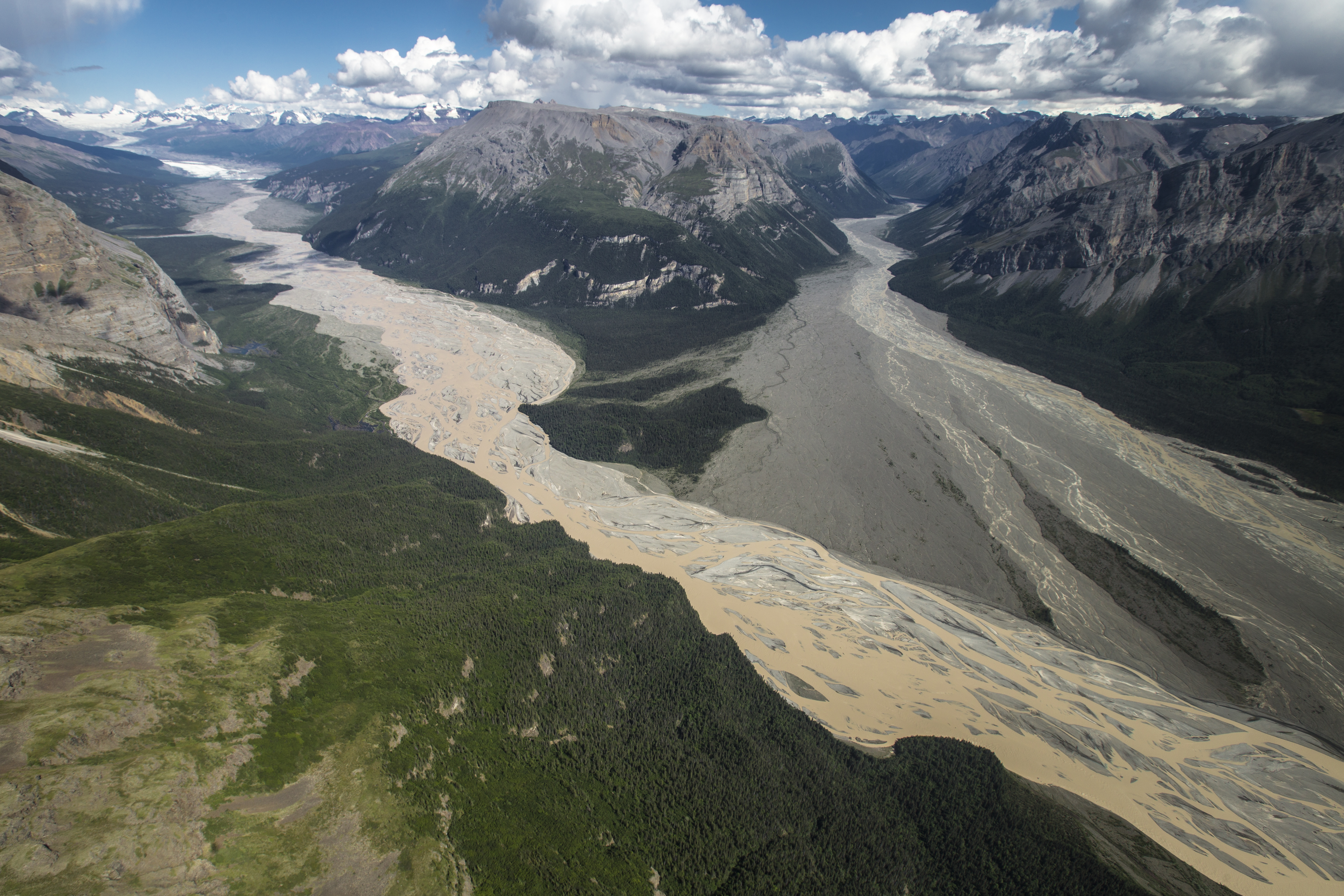
Confluence de la Nizina et de la Chitina.

La rivière Nizina est un cours d'eau d'Alaska, aux États-Unis, situé dans la région de recensement de Valdez-Cordova. C'est un affluent de la Chitina, elle-même affluent de la rivière Copper.

## Description
Longue de 37 milles (60 km), elle prend sa source dans les montagnes Wrangell et coule en direction du sud puis de l'ouest, du glacier Nizina jusqu'à la Rivière Chitina à 12 milles (19 km) au sud-ouest de McCarthy.
Son nom indien a été référencé en 1892 par Hayes.

## Bras et affluent
- Chitistone
- West Fork Nizina

## Sources
- (en) « Nizina », Geographic Names Information System